# Periaman pyropinus
Periaman pyropinus är en insektsart som beskrevs av William Lucas Distant 1908. Periaman pyropinus ingår i släktet Periaman och familjen hornstritar. Inga underarter finns listade i Catalogue of Life.